# Чарльз Барні Корі
Чарльз Барні Корі (англ. Charles Barney Cory; 31 січня 1857 — 31 липня 1921) — американський орнітолог та гольфіст.

## Біографія
Чарльз Корі народився 1857 року в Бостоні. Його батько був досить багатим бізнесменом і забезпечив йому безтурботне життя. У юному віці Корі зацікавився орнітологією та почав складати таксидермічну колекцію птахів. Згодом його колекція стала найкращою колекцією птахів Карибського басейну та Мексиканської затоки.
У лютому 1876 року дев'ятнадцятирічний Корі був обраний членом Nuttall Ornithological Club, першої в США орнітологічної організації. Саме тут він познайомився з провідними орнітологами штату Массачусетс на той час, такими як Вільям Брюстер, Генрі Геншоу, Рутвен Дін, Чарльз Джонсон Мейнард та Джоель Асаф Аллен.
Починаючи з 1876 року, він навчався в Гарварді та школі права Бостонського університету, але незабаром закинув навчання та вирішив подорожувати. У 1877 році він помандрував у Флориду, після чого в 1878 році поїхав на острови Мадлен, а наступного року — на Багами. У 1880 році він вирушив в Європу, а наступного року повернувся до Вест-Індії.
У 1883 році він був одним із сорока восьми орнітологів, запрошених стати засновниками Американського союзу орнітологів та одним із тих, хто брав участь у засновницькій конвенції в Нью-Йорку. Наступного року він відвідав територію Дакоти та Монтану зі своїм другом, Мартіном Раєрсоном для збору орнітологічної колекції. Решта 1880-х років він відвідував Кубу, Мексику та Канаду. У 1887 році Корі став куратором відділу птахів Бостонського природознавчого товариства .
У 1882 році Корі придбав острів Гріт-Ісланд у Вест-Ярмут в штаті Массачусетс, де організував літній заповідник та мисливське угіддя, а також перетворив місцевий маяк на орнітологічну обсерваторію. Влітку його заповідник відвідували поважні люди, серед яких президент США Гровер Клівленд. З 1888 по 1892 роки грав у бейсбольній команді міста Гіанніс.
Коли колекція з 19000 птахів стала надто великою для зберігання в його будинку, Корі подарував її музею Філда в Чикаго. На знак подяки йому було призначено посаду куратора департаменту орнітології. Корі втратив весь свій статок у 1906 році та зайняв посаду куратора зоології в музеї Філда, живучи лише на заробітну плату.
Кори написав багато книг, серед яких «Птахи Гаїті та Сан-Домінго» (1885), «Птахи Вест-Індії» (1889) та «Птахи Іллінойсу та Вісконсина» (1909). Його останньою великою працею був «Каталог птахів Америки» з чотирьох частин, який після його смерті редагував Карл Едуард Геллмайр.
Корі першим описав атлантичного буревісника (Calonectris borealis) як окремий вид.
Кори брав участь у літніх Олімпійських іграх 1904 року у змаганнях з гольфу. Він змагався в індивідуальних змаганнях, але не фінішував.

## Праці
- Birds of the Bahama islands; containing many birds new to the islands, and a number of undescribed winter plumages of North American species (Boston, 1880).
- Catalogue of West Indian birds, containing a list of all species known to occur in the Bahama Islands, the Greater Antilles, the Caymans, and the Lesser Antilles, excepting the islands of Tobago and Trinidad (Boston, 1892).
- The birds of eastern North America known to occur east of the nineteenth meridian (Field Columbian Museum, 1899).
- The birds of Illinois and Wisconsin (Chicago, 1909).
- Descriptions of new birds from South America and adjacent islands (Chicago, 1915).
- How to know the ducks, geese and swans of North America, all the species being grouped according to size and color [Архівовано 5 березня 2016 у Wayback Machine.] (Little, Brown & Co., Boston, 1897).
- How to know the shore birds (Limicolæ) of North America (south of Greenland and Alaska) all the species being grouped according to size and color [Архівовано 25 червня 2015 у Wayback Machine.] (Little, Brown & Co., Boston, 1897).
- Hunting and fishing in Florida, including a key to the water birds known to occur in the state (Estes & Lauriat, Boston, 1896, Nachdruck 1970).
- The mammals of Illinois and Wisconsin [Архівовано 6 березня 2016 у Wayback Machine.] (Chicago, 1912).
- Montezuma's castle, and other weird tales [Архівовано 6 березня 2016 у Wayback Machine.] (1899).
- Notes on little known species of South American birds with descriptions of new subspecies [Архівовано 6 березня 2016 у Wayback Machine.] (Chicago, 1917).
- Southern rambles (A. Williams & company, Boston, 1881).
- Descriptions of new birds from South America and adjacent Islands… (1915).
- Descriptions of twenty-eight new species and subspecies of neotropical birds… [Архівовано 6 березня 2016 у Wayback Machine.]
- Notes on South American birds, with descriptions of new subspecies… [Архівовано 6 березня 2016 у Wayback Machine.] (1915).
- Beautiful and curious birds of the world (1880).
- The birds of the Leeward Islands, Caribbean Sea (Chicago, 1909).
- The birds of the West Indies (Estes & Lauriat, Boston, 1889).
- Descriptions of apparently new South American birds [Архівовано 7 березня 2016 у Wayback Machine.] (Chicago, 1916).
- Descriptions of twenty-eight new species and sub-species of neotropical birds (Chicago, 1913).
- Hypnotism and mesmerism (A. Mudge & Son, Boston, 1888).
- A list of the birds of the West Indies (Estes & Lauriat, Boston, 1885).
- A naturalist in the Magdalen Islands; giving a description of the islands and list of the birds taken there, with other ornithological notes [Архівовано 6 березня 2016 у Wayback Machine.] (1878).